# Iglesia de San Andrés (Barrio de San Pedro)
La iglesia parroquial de San Andrés es un templo de origen románico situado en la localidad palentina de Barrio de San Pedro, en el municipio de Aguilar de Campoo (Castilla y León, España). Situado en el centro del caserío, ligeramente hacia el noroeste del caso y a escasos 50 m de la carretera. En ella el románico es puramente anecdótico, apareciendo lo esencial del edificio como una obra gótica tardía con remoces neoclásicos y barrocos.

## Historia
El origen de esta iglesia probablemente lo tengamos que buscar en los restos pertenecientes a la ermita de Santiago, hoy desaparecida y que mandara construir doña Sancha Alfonso, como lugar que fue dependiente de la Abadía de Santa Eufemia de Cozuelos. En la mencionada ermita existían pinturas murales que relataban el hecho de la donación antes mencionado.

## Descripción
La caja de muros se eleva en excelente sillería arenisca de veta amarilla y grano fino, que a veces alterna con otros sillares de veta más gruesa en la que se aprecia conglomerado ya degradado. El edificio tardorrománico debió plantear un templo de nave única, de la cual resta el tramo occidental con la espadaña sobre el hastial, espadaña que sigue el esquema tradicional, con un piso inferior liso y cuerpo de campanas con dos vanos ligeramente apuntados, hoy cegados al añadirse en el siglo XVIII a esta estructura un segundo cuerpo de campanas, con dos troneras de medio punto y remate en piñón con campanil y decoración de bolas.
En la cabecera se conserva una serie de modillones, algunos decorados con motivos animalísticos como un ave rapaz devorando a su presa en el ángulo nororiental, prótomos de cánidos y otros con decoración vegetal o simplemente con perfil de proa de barco. Por la labra pueden ser piezas góticas que respetan los modelos de los canecillos románicos reutilizados.

## Interior

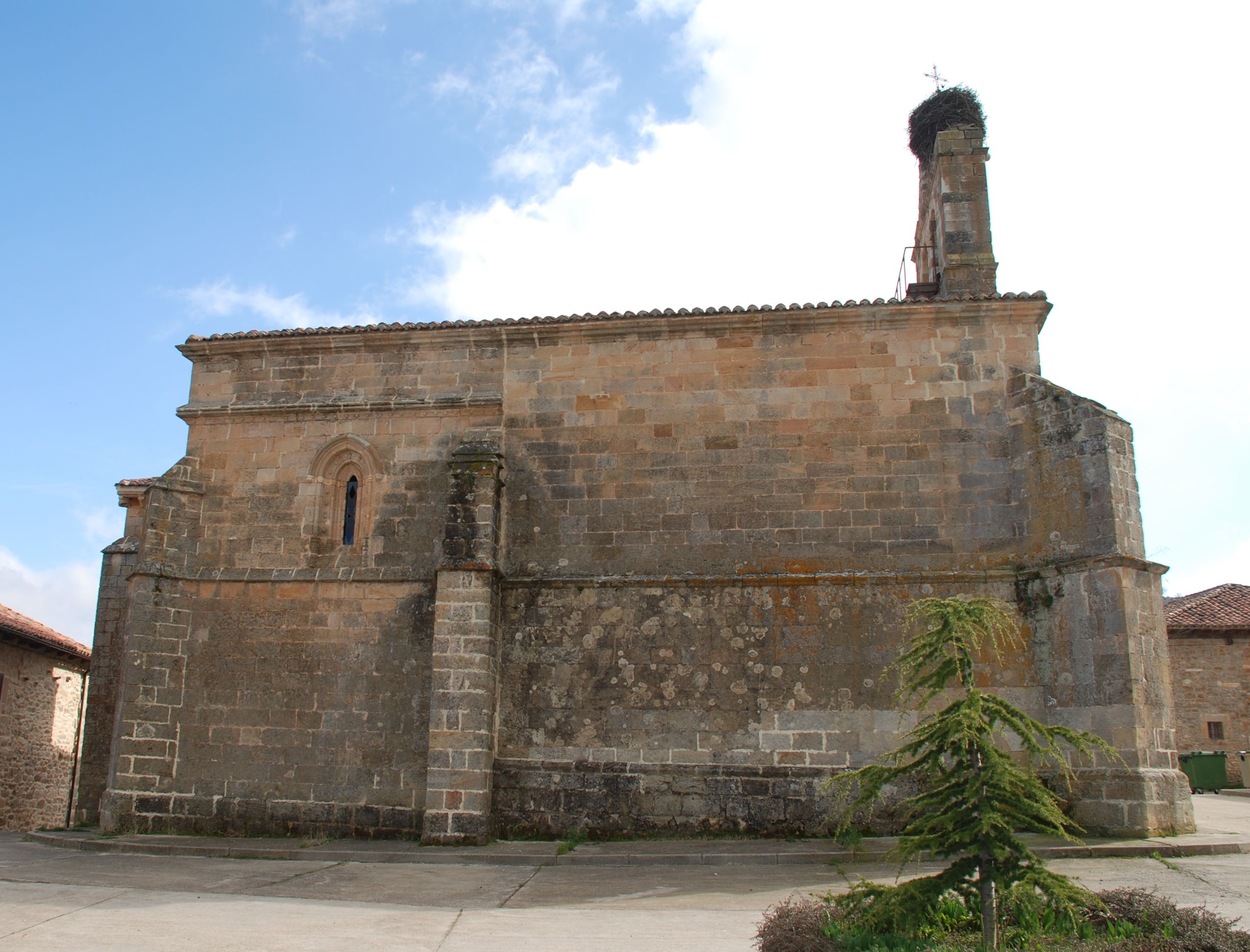
Vista de la parte trasera del templo.

El acceso a esta buena iglesia parroquial gótica de Barrio de San Pedro, se realiza a través de las arcadas de un pórtico, dentro del cual se localiza la puerta de ingreso a templo conformada por arquivoltas apuntadas. Su planta se reparte en dos naves que se cubren con bóveda de crucería estrellada, dentro de las cuales podemos admirar varios retablos barrocos del XVIII adornados con buena imaginería, un guadamecí, así como dos sepulcros en arcosolio del siglo XV, donde se representan las figuras yacentes de Pedro Fernández Vicario y de otro Pero Fernández, que fuera abad de Castañeda.

## Horario de visitas
Las llaves están disponibles para el visitante que lo precise.